# Еримо (Ајдахо)
Еримо (енгл. Arimo) град је у америчкој савезној држави Ајдахо.

## Демографија
По попису из 2010. године број становника је 355, што је 7 (2,0%) становника више него 2000. године.
| Група             | 2000.       | 2010.       |
| Белци             | 336 (96,6%) | 322 (90,7%) |
| Афроамериканци    | 0 (0,0%)    | 0 (0,0%)    |
| Азијати           | 2 (0,6%)    | 1 (0,3%)    |
| Хиспаноамериканци | 5 (1,4%)    | 11 (3,1%)   |
| Укупно            | 348         | 355         |